# Dentilymnia
Dentilymnia là một chi bướm đêm thuộc họ Noctuidae.